# Luchthaven Mohamed Boudiaf
Luchthaven Mohamed Boudiaf Internationaal (IATA:CZL, ICAO: DABC) is een luchthaven vlak bij Constantine, Algerije.
De luchthaven is genoemd naar de president Mohamed Boudiaf (23 juni 1919 - 29 juni 1992). Hij werd ook wel Si Tayed el Watani genoemd, en was een Algerijnse politiek leider en een van de oprichters van het revolutionaire Nationale Liberale Front (FLN), die de Algerijnen leidden in de onafhankelijkheids oorlog (1954 - 1962).
In 2007 is een nieuwe terminal geopend voor internationale en binnenlandse vluchten.

## Luchtvaartmaatschappijen en Bestemmingen
- Aigle Azur - Basel/Mulhouse, Lyon, Marseille, Parijs-Orly
- Air Algérie - Algiers, Basel/Mulhouse, Hassi Messaoud, In Amenas, Istanboel-Atatürk, Lyon, Marseille, Nice, Oran, Parijs-Orly, Setif; Geneve, Metz-Nancy (seizoensgebonden)
- Tassili Airlines - Algiers